# Ilex blancheana
Ilex blancheana är en järneksväxtart som beskrevs av W. S. Judd. Ilex blancheana ingår i släktet järnekar, och familjen järneksväxter. Inga underarter finns listade i Catalogue of Life.